# René Bissey
René Bissey ist ein französischer Priester, der wegen sexuellen Missbrauchs von Kindern zu einer langjährigen Freiheitsstrafe verurteilt wurde. Er war in Caen tätig.
Bissey wurde im September 1998 verhaftet. Im Prozess erklärte Bissey, der nach Angaben eines Polizeipsychiaters keinerlei Reue verspürte, sich mehrfach in der Beichte seinem Vorgesetzten, Bischof Pican, anvertraut zu haben. Seit Anfang 1997 war Bischof Pican dadurch über den Missbrauch informiert. Ferner berichtete Bischof Pican, dass er vom Generalvikar der Normandie, Monsignore Michel Morcel, im Dezember 1996 über die Vorwürfe der Mutter eines der Opfer unterrichtet worden war. Ein erstes, anonymes Schreiben lag dem Bischof schon 1990 vor. Pican erklärte am 5. Juni 2001, dass er mehr dem Täter als den Opfern und deren Angehörigen zur Seite gestanden hatte.
Bissey wurde von Pican in das Dorf Mondeville (Département Calvados) in der Haute-Normandie versetzt, wo er verhaftet wurde.
Der Anwalt eines Nebenklägers formulierte, Bissey habe elf ihm anvertraute Kinder mit einem geradezu „strategischen, diabolischen System“ missbraucht. Bissey wurde im Oktober 2000 zu 18 Jahren Freiheitsstrafe wegen der Vergewaltigung eines Jungen und des sexuellen Missbrauchs von zehn weiteren Jungen im Zeitraum von 1989 bis 1996 verurteilt.
In der Folge wurde Bischof Pican wegen Strafvereitelung angeklagt, da er den ihm bekannten Missbrauch nicht angezeigt habe. Dies war das erste Mal in der modernen französischen Geschichte, dass ein Bischof als Angeklagter vor Gericht erschien. Pican wurde im September 2001 zu einer dreimonatigen Freiheitsstrafe auf Bewährung und einer symbolischen Geldstrafe von einem Franc verurteilt. Er erklärte im Prozess, dass er auch heute wieder so handeln würde. Er verzichtete jedoch auf eine weitere Instanz, um die Gefühle der Opfer nicht zu verletzen.